# Księżopole-Budki
Księżopole-Budki [kɕɛ̃ʐɔˈpɔlɛ ˈbutki] est un village polonais de la gmina de Bielany dans le powiat de Sokołów et dans la voïvodie de Mazovie, au centre-est de la Pologne.